# Ваља Лупулуј (Бакау)
Ваља Лупулуј (рум. Valea Lupului) насеље је у Румунији у округу Бакау у општини Вултурени. Oпштина се налази на надморској висини од 241 m.

## Становништво
Према подацима из 2002. године у насељу је живело 31 становника, од којих су сви румунске националности.